# Das brennende Bett
Das brennende Bett ist ein US-amerikanisches Fernseh-Drama aus dem Jahr 1984. Es ist die Literaturverfilmung des gleichnamigen Sachbuches The Burning Bed von Faith McNulty, welcher die wahre Geschichte von Francine Hughes (1947–2017) erzählt, die nach jahrelanger häuslicher Gewalt ihren Mann 1977 tötete.

## Handlung
Am 9. März 1977 legt Francine Hughes ein Feuer in ihrem Haus in Lansing, Michigan und flüchtet mit ihren drei Kindern vor ihrem Ehemann, der in den Flammen stirbt. Sie wird deshalb wegen Mordes angeklagt. Obwohl sie unterstützende Briefe anderer geschlagener Frauen erhält, meint ihr Anwalt, dass es schwierig für sie sei, einen Freispruch wegen Notwehr zu erhalten.
Im Sommer 1963 hatte Francine ihren Ehemann James Berlin Hughes, genannt Mickey, beim Tanz kennengelernt. Schnell verliebten sich beide ineinander und redeten von Heirat. Dabei war Mickey allerdings immer enthusiastischer als Francine, die lieber studieren und einen Beruf ausüben wollte. Doch weil er sie immer wieder von seiner intensiven Liebe zu ihr überzeugen kann, stimmt sie dem Heiratsantrag des arbeitslosen Mickey zu. Da er auch nach der Heirat keine geeignete Stelle findet, wendet sich Mickey dem Alkohol zu und lässt seinen Frust an Francine aus. Mickeys Vater Berlin versucht, Francine vor diesen Schlägen zu schützen, indem er sie zu ihrer Mutter bringt. Doch Francines Mutter will nichts von der Gewalt in Francines Ehe wissen, weswegen sie sie auch überzeugt, wieder zu ihm zurückzukehren. Francine kehrt zurück und wird Mutter des ersten gemeinsamen Kindes. Obwohl sie in ihr erstes gemeinsames Haus ziehen, muss sich Francine immer wieder von ihrem Mann schlagen lassen. Zwar verteidigt sie ihn, dass er es schwer habe, aber die Prügel verringern sich dadurch nicht.
Also versucht sie, Sozialhilfe für sich und ihre Kinder zu beantragen und reicht die Scheidung ein. Mit ihren beiden Kindern und der Hilfe ihrer Freundin Grace baut sie ein neues Leben auf. Allerdings ist sie auch zum dritten Mal schwanger, sodass sie im Sommer 1970 ihre zweite Tochter Christine zur Welt bringt, was Mickeys Eltern dazu veranlasst, sie davon zu überzeugen, sich wieder mit Mickey zu versöhnen. Doch Francine lehnt ab, und erst ein Unfall Mickeys überzeugt sie, sich neben dem Elternhaus Mickeys eine Wohnung zu nehmen. Und damit beginnt die Gewalt von neuem, denn Mickey versucht sie immer wieder davon zu überzeugen, dass er sie liebt, wobei er auf jede Abweisung mit Gewalt reagiert. Da die Polizei Francine nicht schützt, muss sie auch mehrere Morddrohungen von Mickey erdulden.
Da Mickey wieder Arbeit findet, werden die nächsten Jahre besser und ruhiger. Francine darf endlich ein College besuchen und erhält im Frühling 1976 ein Stipendium, um am McArthur Junior College Wirtschaft zu studieren. Doch das gefällt Mickey wiederum nicht, weswegen die Gewalt von neuem beginnt. Jeder Fluchtversuch Francines wird dabei von Mickey vereitelt und, infolge des Alkohols, mit immer härterer Prügel bestraft. Dabei kennt Mickey auch keine Gnade und schlägt Francine im Beisein der eigenen Kinder. Da er dies auch vor den Augen der Polizei macht, wird er festgenommen, verurteilt, aber auf Bewährung wieder freigelassen. Francine bittet daraufhin Mickeys Familie um Hilfe, doch außer Berlin will niemand helfen. Da auch die Polizei in der Folgezeit nicht helfen kann, flüchtet Francine mit den Kindern zu ihrer Mutter. Doch auch diese kann und will ihr nicht helfen, sodass sie Mickey gegen Francines Willen die drei Kinder aushändigt. Da sie von niemanden Hilfe erhält, nimmt Francine schweren Herzens die Entscheidung in Kauf, wieder neben Mickey einzuziehen, um ihren Kindern nahe zu sein.
Francine wird in den Gerichtssaal gebracht, wo sie die Zeugenaussagen hören muss. Ein Polizist gibt an, nicht geholfen zu haben, und Flossie Hughes, Mickeys Mutter, belügt in der Zeugenaussage den Anwalt. Francines Tochter Christine hingegen schildert die Gewalttaten ihres Vaters gegenüber ihrer Mutter und gibt zu Protokoll, dass sie ihren Vater nicht vermisse. Zum Schluss wird Francine selbst aufgerufen und gibt einige Geschichten, wie Mickey sie behandelt hat, zu Protokoll. In der letzten Nacht vor seinem Tod hat er sie vergewaltigt, sodass sie sich Benzin aus der Garage holte, es im Schlafzimmer neben dem schlafenden Mickey ausschüttete und anzündete und mit den drei gemeinsamen Kindern flüchtete. Daher wird sie wegen vorübergehender Unzurechnungsfähigkeit freigesprochen.

## Kritik
„Miss Fawcett liefert eine bewundernswert starke Leistung, welche sich von einem temperamentvollen Teenager zu einer ängstlichen Frau mit erschütternden Überzeugung entwickelt, ab.“

„Farrah Fawcett gibt eine beeindruckende Leistung, die beweist, dass sie eine erstklassige Schauspielerin ist und  ihr eine Emmy-Nominierung garantieren sollte.“

„Auf einer wahren Begebenheit basierender (Fernseh-)Spielfilm, der wegen außergewöhnlicher schauspielerischer Leistungen, vor allem aber wegen des ambitioniert aufgefächerten Themas der Gewalt in der Ehe Aufsehen erregte.“

## Auszeichnungen
- Bei den Golden Globe Awards 1985 wurde Paul Le Mat als Bester Nebendarsteller – Serie, Mini-Serie oder TV-Film ausgezeichnet und Fawcett erhielt eine Nominierung als Beste Hauptdarstellerin – Mini-Serie oder TV-Film  und der Film wurde als Beste Mini-Serie oder TV-Film nominiert.
- acht Nominierungen bei der Primetime-Emmy-Verleihung 1985 (Bestes Drama, Beste Regie, Beste Hauptdarstellerin, Bester Nebendarsteller, Bestes adaptiertes Drehbuch, Bester Schnitt, Bestes Make-Up, Beste Frisur)
- eine Nominierung beim Eddie Award für den besten Schnitt eines Fernsehfilms

## Veröffentlichung
Am 8. Oktober 1984 wurde der Fernsehfilm erstmals auf NBC und am 3. November 1990 auf Sat.1 ausgestrahlt. In den Vereinigten Staaten ist der Film ebenfalls auf VHS erhältlich.